# 닥터 후 시리즈 5
영국의 SF 드라마 《닥터 후》의 시리즈 5 (Series 5, 뉴 시즌 5)는 2010년에 BBC One에서 방송되었다. 2010년 4월 3일 "The Eleventh Hour"로 방영을 개시하였으며, 2010년 6월 26일 "The Big Bang"으로 마무리되었다. 지난 시리즈의 "The End of Time" 이후 러셀 T 데이비스로부터 프로듀서직을 넘겨받은 스티븐 모팻이 선임작가이자 책임프로듀서를 겸임하며 제작에 나선 첫번째 시리즈이기도 하다. 총 13개의 에피소드로 구성되어 있으며 이 중 6편의 각본을 모팻이 맡았다. 이 밖에 피어스 웬저와 베스 윌리스가 공동 책임프로듀서로, 트레이시 심슨과 피터 버닛이 일반프로듀서로 제작에 참여하였다. 1963년 올드 시즌으로부터는 31번째 시즌, 2005년 드라마 부활 기준으로는 다섯번째 시즌이었으나 제작번호는 다시 0부터 세기 시작하였다.
타디스를 타고 시공간을 여행하는 외계종족 타임로드, 닥터의 열한번째 생애를 그리게 된 시즌으로 맷 스미스가 처음 출연하게 되었다. 또한 닥터의 새 동행자인 에이미 폰드 역으로 카렌 길런도 처음 출연하였다. 작중 폰드의 약혼자인 로리 윌리엄스 (아서 다빌 분)도 7개 에피소드에 등장하며 닥터와 에이미와 함께 여행을 떠나며, 다음 시리즈에서는 정규 등장인물로 자리를 잡는다. 여기에 닥터의 미래로부터 건너왔다는 미스터리한 여인, 리버 송 역으로 알렉스 킹스턴도 이번 시리즈에서 두 화에 걸쳐 출연하였다. 이번 시즌의 메인 떡밥은 여러 에피소드에 걸쳐 온 우주에서 나타나는 수상한 균열 무늬로, 각 등장인물들이 알아차리지 못하는 모습을 보인다. 시리즈가 진행되면서 그 균열이 현실의 존재를 없애버릴 수 있다는 사실이 드러나고, 그 과정에서 로리의 존재가 지워지면서 에이미가 로리를 잊는다. 시리즈 마지막화에서는 균열이 타디스의 폭발로 생겨났다는 사실이 밝혀지고, 닥터는 균열이 생겨나기 전 상태의 우주로 되돌리는 작전에 나선다.
책임프로듀서 모팻이 각본을 맡은 여섯 편과 더불어 마크 게티스, 토비 위타우스, 사이먼 나이, 리처드 커티스, 개러스 로버츠가 1편씩 각본을 담당하였고, 크리스 칩널이 2부작 에피소드를 집필하였다. 이번 시리즈는 여느 SF 판타지 작품과 비교했을 때에도 돋보일 만큼 판타지스러운 느낌으로 기획되었으며, 아이들을 겨낭한 작품이 어른들 사이에서 크게 인기를 끌 수 있다는 모팻의 뜻에 따라, 제작팀은 동화 같은 퀄리티를 내기 위해 분투하였다. 각 에피소드의 감독은 이전에 닥터 후 제작에 참여하지 않았던 신인 감독들로 구성되었다. 2009년 7월 시작된 촬영은 아홉 달에 걸쳐 진행되었으며, 대부분이 영국 웨일스에서 촬영되었다. 다만 "The Vampires of Venice"와 "Vincent and the Doctor"는 크로아티아 트로기르에서 로케이션 촬영을 진행하였다. 또 디자인 면에서도 지난 시리즈와 비교해 봤을 때 드라마 로고, 타이틀 시퀀스, 닥터의 소닉 스크루드라이버 형태, 타디스의 내외관, 테마송까지 적지 않은 부분에서 바뀌었다.
시리즈 5의 첫화는 영국에서 1008만 5000명이 시청하여 시리즈 1의 "Rose" 이후로 가장 많이 시청한 첫화로 기록되었으며, BBC의 미국 지역 방송인 BBC 아메리카와 BBC 온라인 서비스인 iPlayer에서도 시청률 신기록을 세웠다. 야간 시청률은 다른 시리즈보다 감소하였지만, 재방송 시청을 감안해 계산한다면 시청률이 크게 바뀌지 않았다는 보도도 있었다. 이번 시리즈는 긍정적인 평을 받았으며 특히 모팻의 스토리 기반 설정과 맷 스미스, 카렌 길런, 아서 다빌의 열연이 높이 평가되었다. 다만 에이미의 캐릭터 설정 부족과 감정 호소력의 약화를 지적하는 평론가도 있었다. 시리즈 5는 각종 방송상 후보 노미네이트와 수상을 기록하였으며, "Vincent and the Doctor"와 2부작 피날레는 휴고상 최고 드라마상 단편부문 후보에 동시에 올랐다. 이 중 피날레는 단편부문상 수상에 이르렀다. 맷 스미스는 닥터를 연기한 배우로서는 처음으로 BAFTA상에 노미네이트되었다. TV 시리즈 뿐만 아니라 공식 OST 앨범, 문고판과 게임도 출시되었다. 특히 BBC 웹사이트에서 시리즈 5를 주제로 한 게임 네 편이 공개되어 부가 에피소드로 홍보되기도 하였다.

## 에피소드

### 정규 시즌
| 번 스토리 | 시리즈 번호 | 제목                     | 감독          | 작가          | 본 방송 날짜    | 제작 번호 | UK 시청자 수 (100만) | AI |
| --- | ----------- | ------------------------ | ------------- | ------------- | --------------- | --------- | -------------------- | -- |
| 203 | 1           | "The Eleventh Hour"      | 애덤 스미스   | 스티븐 모펏   | 2010년 4월 3일  | 1.1       | 10.09                | 86 |
| 잉글랜드 외곽의 주택에 살고 있는 7살 소녀 아멜리아 폰드는 뒷마당에 추락한 타디스에서 이제 막 재생성한 11대 닥터를 만난다. 닥터는 아멜리아의 방에 생긴 시공간의 균열을 살펴본 뒤, 타디스의 엔진 설정을 위해 5분 뒤에 돌아오겠다는 약속과 함께 아멜리아의 곁을 떠나지만, 타디스의 오작동으로 12년이 훌쩍 지나 이제는 성인이 된 에이미 폰드와 남자친구 로리 윌리엄스를 마주하게 된다. 에이미의 방에 생긴 균열에서 '0번 죄수'라는 변신형 외계인이 탈출했음을 확인한 닥터는 은하계 경찰 '아트락시'가 탈옥범을 확보하지 못해 지구를 파괴할 계획임을 깨닫는다. 0번 죄수를 붙잡아 인도하여 지구를 구한 닥터는 새로운 모습의 타디스를 타고 시험비행에 나선다. 다시 2년이 흘러 에이미는 로리와의 결혼 전날 밤 닥터와 다시 만나 약속한 시공간 여행에 나선다. |             |                          |               |               |                 |           |                      |    |
| 204 | 2           | "The Beast Below"        | 앤드류 건     | 스티븐 모펏   | 2010년 4월 10일 | 1.2       | 8.42                 | 86 |
| 닥터는 에이미를 데리고 먼 미래로 향한다. 두 사람이 도착한 곳은 태양폭풍을 피해 지구를 떠날 목적으로, 나라 국민을 통째로 수용하는 우주선 '영국함'. 닥터와 에이미는 이 우주선이 '스타 웨일'이란 외계 고래의 신체 위에 건설되었고 스타 웨일이 자의식을 가지면 온 국민들을 내버릴 것이란 두려움에 두뇌에 전기고문을 가하고 있다는 사실을 알아낸다. 이대로의 미래를 내버려둬서는 안된다고 생각한 닥터는 차라리 고통을 느끼지 못하도록 스타웨일을 뇌사 상태로 만들어 운항도 계속할 수 있게 만들 준비에 나선다. 그러나 에이미는 태양폭풍으로 우는 아이들을 두고볼 수 없어 기꺼이 우주선이 되어주었다는 사실을 알아낸다. |             |                          |               |               |                 |           |                      |    |
| 205 | 3           | "Victory of the Daleks"  | 앤드류 건     | 마크 게이티스 | 2010년 4월 17일 | 1.3       | 8.21                 | 84 |
| 닥터와 에이미는 윈스턴 처칠의 부름을 받고 런던 대공습 시기로 건너갔다가 '브레이스웰 교수'가 만들었다는 최신 발명품 '아이언사이드'와 마주한다. 닥터는 아이언사이드라는 게 자신의 숙적인 달렉임을 알아보고 무슨 계략인지를 알아내려 한다. 닥터가 자신이 닥터임을 강조하는 말을 내뱉자 달렉들은 이를 증언으로 채택하여, 순수 달렉 DNA가 들어있던 배양실을 활성화시켜, 더 크고 새로운 모습의 달렉 5마리를 탄생시키며 달렉 종족의 부활을 선언한다. 브레이스웰 교수는 달렉이 만든 안드로이드로 밝혀지고 교수의 신체 내부에는 지구를 파괴하는 폭탄장치가 설치되어 있었다. 장치가 작동되기 시작하자 닥터와 에이미는 브레이스웰 교수가 인간임을 설득하고 마침내 작동을 멈추는 데 성공한다. |             |                          |               |               |                 |           |                      |    |
| 206a | 4           | "The Time of Angels"     | 애덤 스미스   | 스티븐 모펏   | 2010년 4월 24일 | 1.4       | 8.59                 | 87 |
| 닥터의 미래를 아는 여인, 리버 송이 닥터와 에이미를 호출한다. 세 사람이 모인 이유는 '알파바 메트락시스' 행성에 추락한 '비잔티움 호'의 잔해 속에 있던 우는 천사를 파괴하기 위함이었다. 옥타비아누스 신부와 군인 성직자들의 도움을 받으며 현장조사에 나선 닥터 일행은 우주선이 추락한 동굴미로 속의 조각상들이 전부 우는 천사이며 우주선에서 누출된 방사능으로 힘을 얻고 있다는 사실을 알아낸다. 성직자 군인 몇 명이 천사들에게 당하고 닥터 일행을 포위해오자, 닥터는 점프하라는 말과 함께 비잔티움호 위의 중력구를 쏜다. |             |                          |               |               |                 |           |                      |    |
| 206b | 5           | "Flesh and Stone"        | 애덤 스미스   | 스티븐 모펏   | 2010년 5월 1일  | 1.5       | 8.50                 | 86 |
| 닥터 일행은 비잔티움호의 인공 중력에 이끌려 외부 구역에 오른다. 우주선 내부에는 에이미의 침실에 있던 균열과 똑같은 균열이 벽에 새겨져 있었다. 닥터는 이것의 정체가 사람과 사물의 존재를 지워버리는 균열이며, 에이미의 시간대에서 벌어진 어떤 폭발로 인해 발생했음을 알아낸다. 이후 우주선의 중력이 붕괴되면서 우는 천사들이 균열 속으로 빨려들어간다. 에이미는 닥터에게 집으로 데려다 달라고 부탁하며, 로리와 내일 결혼한다는 사실을 밝힌다. |             |                          |               |               |                 |           |                      |    |
| 207 | 6           | "The Vampires of Venice" | 조니 캠벨     | 토비 위타우스 | 2010년 5월 8일  | 1.6       | 7.68                 | 86 |
| 닥터는 에이미와 로리의 로맨틱한 데이트를 위해 1580년 베네치아로 데려간다. 세 사람은 조선공 귀도를 만나게 되는데, 자신의 딸 이사벨라가 칼비에리 여학교에 입학했다가 자신을 알아보지 못하고 뱀파이어 같은 송곳니를 가지게 되었다며 괴로워하고 있었다. 닥터 일행은 학교를 조사하던 중 도시의 후원자인 '로산나 칼비에리'가 사실은 어류형 외계인이며, 우주의 균열로 고향 행성을 잃은 후 자기네 종족의 피난처로 삼기 위해 베네치아를 봉쇄했다는 사실을 알아낸다. 로산나는 학교에 입학한 소녀들을 자기 종족으로 만들어, 물속에서 기다리고 있던 수만 명의 수컷 아이들의 짝으로 삼고 있었다. 귀도는 학교 여학생들을 죽이기 위해 자신의 목숨을 희생하고, 로산나는 베네치아에 홍수를 일으키기 위해 기계를 작동시키지만 닥터의 저지로 실패한다. 마지막 남은 암컷인 로산나는 수컷 자손을 위해 자신의 몸을 던진다. 베네치아를 떠나려던 에이미는 로리에게 계속해서 여행하자고 제안한다.                  |             |                          |               |               |                 |           |                      |    |
| 208 | 7           | "Amy's Choice"           | 캐서린 모셰드 | 사이먼 나이   | 2010년 5월 15일 | 1.7       | 7.55                 | 84 |
| 닥터와 에이미, 로리가 두 가지 현실을 넘나드는 에피소드. 한쪽 현실에서는 에이미와 로리가 행복한 신혼생활을 즐기다 외계인에 빙의된 노인들에게 쫓기고 있고, 다른쪽 현실에서는 가동을 멈춘 타디스에 탄 채 차가운 별에 천천히 추락하면서 얼어죽어가는 상황이었다. 세 사람 앞에는 '드림로드'라는 이름의 한 남자가 나타나 자신이 이 함정을 파놓았고, 가짜 현실에서 죽음을 택해야 진짜 현실에서 깨어날 수 있다며 어느쪽 현실이 진짜인지를 결정하라고 말한다. 노인들에게 쫓기는 상황 속에서 로리의 죽음을 목도한 에이미는, 나라면 로리 없는 삶을 원하지 않을 것이기에 지금 세계가 가짜라고 판단한다. 함정에서 깨어난 뒤 심령 꽃가루가 타디스에 들어가 깊은 꿈에 빠지게 만들었다는 사실이 밝혀진다. 드림로드 역시 닥터의 자기혐오적인 성격이 인격체로 구현된 것이었다. |             |                          |               |               |                 |           |                      |    |
| 209a | 8           | "The Hungry Earth"       | 애슐리 웨이   | 크리스 칩널   | 2010년 5월 22일 | 1.8       | 6.49                 | 86 |
| 2020년 웨일스에서 시추작업에 나선 근로자 '모'는 시추 과정에서 파충류 인간 실루리안의 문명에 침범하면서 지하로 끌려들어간다. 이후 현장에 도착한 에이미 역시 똑같은 운명이 닥친다. 지상으로 나온 실루리안은 모의 아들 '엘리엇' 역시 납치해 버리고, 시아버지 '토니'를 독 있는 혀로 감염시켜 버린다. 로리와 닥터는 토니를 감염시킨 실루리안 '알라야'를 포로로 붙잡고 심문한다. 실루리안 의사가 모에 이어 에이미를 해부하려는 순간, 닥터와 시추작업 총괄자 '나스린'이 타디스를 타고 실루리안의 거대한 지하문명으로 빨려 내려간다. |             |                          |               |               |                 |           |                      |    |
| 209b | 9           | "Cold Blood"             | 애슐리 웨이   | 크리스 칩널   | 2010년 5월 29일 | 1.9       | 7.49                 | 85 |
| 수술대에서 탈출한 에이미와 모는 엘리엇이 관측실에 갇혀 있다는 사실을 알게 된다. 그 사이 지상에서 엘리엇의 어머니 앰로즈는 고집스럽게 침묵을 지키는 알라야를 죽이고 만다. 실루리안들은 인류가 자신들과 지구를 함께 쓸 준비가 되어있지 않다는 판단에 천년 동안 동면하기로 닥터와 합의한다. 토니는 독 감염 치료를 위해 실루리안들과 함께 남기로 결정하고, 나스린 역시 그의 곁을 따른다. 닥터가 엘리엇과 나머지 일행을 데리고 지하동굴을 떠나던 중, 동굴 벽에 균열이 생긴 것을 발견한다. 닥터는 조사를 위해 동굴 안으로 들어갔다가 균열 속에서 타디스 조각을 꺼낸다. 그 사이 실루리안의 결정에 불복하던 다른 실루리안 '레스탁'이 로리를 쏴 죽이고, 균열에 휩쓸리면서 에이미는 로리를 기억하지 못하게 된다. |             |                          |               |               |                 |           |                      |    |
| 210 | 10          | "Vincent and the Doctor" | 조니 캠벨     | 리처드 커티스 | 2010년 6월 5일  | 1.10      | 6.76                 | 86 |
| 2010년 오르세 미술관을 찾은 닥터는 빈센트 반 고흐의 그림 〈오베르의 교회〉 속에 묘사된 교회 창문에 어떤 괴수가 그려져 있는 것을 발견한다. 닥터는 그 괴수를 그림으로 남긴 이유를 알아보기 위해 에이미와 함께 1890년으로 거슬러 올라가 고흐를 만난다. 이후 고흐만이 볼 수 있는 투명 외계 생명체, '크라파이스'임을 파악한 닥터는 눈먼 상태에서 주변 자극에 괴로워하는 괴물의 처지를 딱하게 여기지만 결국 죽음을 맞이하게 한다. 고흐와 헤어지기 전, 닥터와 에이미는 그를 현재로 데려가 세상 사람들이 고흐를 존경한다는 사실을 알게 만든다. 에이미는 이것으로 고흐가 자살하지 않고 더 많은 작품을 그렸으리라 기대한다. 이후 에이미는 고흐가 스스로 목숨을 끊었다는 사실은 변하지 않았지만, 고흐의 〈해바라기〉 그림에 자신의 이름이 적혀 있는 것을 알게 된다. |             |                          |               |               |                 |           |                      |    |
| 211 | 11          | "The Lodger"             | 캐서린 모셰드 | 개러스 로버츠 | 2010년 6월 12일 | 1.11      | 6.44                 | 87 |
| 타디스가 에이미를 태운 채 시간 소용돌이 속에 빠져버리고, 닥터는 난데없이 콜체스터에 발에 묶여버린다. 타디스에 교란을 일으킨 원인을 추적하던 닥터는 어떤 아파트 2층에서 사람들이 들어오도록 유혹하고서 실종자로 만들어 버리고 있음을 발견하고, 그 집 아랫층 주인인 '크레이그 오웬스'에게 세들어 살게 된다. 크레이그 오웬스는 여사친 소피에게 고백하고 싶어하지만 왠지모르게 닥터의 방해로 사랑이 이루어지지 않을까 노심초사해한다. 이후 소피가 아파트 2층으로 유인되자 닥터는 크레이그에게 자신의 정체를 밝히고 함께 뒤따라 가는데, 2층 전체가 지각 필터로 위장한 시간엔진이며 적당한 조종사를 찾기 위해 지나가는 행인들을 유인하고 있다는 사실이 밝혀진다. 크레이그가 떠나는 것을 원치 않는 강력한 마음을 품자 우주선의 프로토콜이 무력화되고, 시간 소용돌이를 교란하는 고정장치도 끊어지면서 비로소 타디스도 착륙할 수 있게 된다. 끝으로 타디스에서 에이미는 로리의 약혼반지를 발견한다. |             |                          |               |               |                 |           |                      |    |
| 212a | 12          | "The Pandorica Opens"    | 토비 헤인즈   | 스티븐 모펏   | 2010년 6월 19일 | 1.12      | 7.57                 | 88 |
| 서기 102년 브리타니아로 닥터와 에이미를 소환한 리버 송은 타디스가 폭발하는 빈센트 반 고흐의 그림을 보여주며 이 그림에 스톤헨지의 좌표가 담겨 있다고 밝힌다. 스톤헨지로 찾아간 세 사람은 그 지하에 우주에서 가장 강력하고 두려운 존재가 갇혀 있다고 알려진 감옥상자, '판도리카'를 발견한다. 그러나 판도리카는 비어 있었고 닥터가 타디스로 시공간의 균열을 일으킨다고 생각한 외계 적들이 연합을 이루어 닥터를 판도리카에 가둔다. 에이미의 기억으로 만들어진 판도리카에는 오톤 (플라스틱 생명체)화된 로리가 들어 있었고, 오톤 로리는 의지와 관계없이 에이미를 쏴죽이게 된다. 타디스는 리버송을 현재 에이미의 집으로 데려온 뒤 폭발하여, 시공간의 균열을 넓히고 온 우주를 지우기 시작한다. |             |                          |               |               |                 |           |                      |    |
| 212b | 13          | "The Big Bang"           | 토비 헤인즈   | 스티븐 모펏   | 2010년 6월 26일 | 1.13      | 6.70                 | 89 |
| 미래에서 온 닥터가 로리에게 소닉 드라이버를 주고, 로리는 그것으로 102년 판도리카에서 닥터를 풀어준다. 닥터와 로리는 죽은 에이미를 판도리카에 넣어 목숨을 살려두는 동시에 1996년 7살이 된 아멜리아의 DNA를 확보할 틈을 노리기로 한다. 긴 세월이 흐르고 드디어 아멜리아는 닥터가 남긴 지시에 따라 판도리카에 손을 대고 에이미를 완전히 회복시킨다. 우주가 붕괴되면서 닥터는 폭발하는 타디스의 타임 루프로부터 리버송을 구출한다. 그리고 복구 필드를 갖춘 판도리카를 폭발하는 타디스에 충돌시키면 우주를 복원할 수 있다는 사실을 깨닫는다. 이후 닥터는 균열 속으로 들어가 그동안 에이미와 마주했던 순간들을 거슬러 올라가고, 최종적으로 자신의 존재를 지우면서 균열을 닫는다. 에이미는 로리와의 결혼식에서 닥터가 지워지기 전 자신에게 마지막으로 남긴 말을 기억해낸다. 그와 동시에 닥터가 타디스를 타고 존재를 회복하고, 에이미와 로리는 닥터와 함께 계속해서 여행한다.                     |             |                          |               |               |                 |           |                      |    |

### 보조 에피소드
DVD로 출시된 <Complete Fifth Series> (시즌 5 완전판)에서는 정규 시즌의 두 에피소드에 앞서 무슨 일이 벌어졌는지를 보여주는 짤막한 장면이 "Meanwhile, in the TARDIS..." (한편, 타디스에서는... )이란 제목으로 특별 수록되었다. 첫번째 편에서는 "The Eleventh Hour" / "The Beast Below" 사이의 사건을, 두번째 편에서는 "Flesh and Stone" / "The Vampires of Venice" 사이의 사건을 다룬다.
| 제목 | 감독      | 작가        | 본 공개 날짜                 |
| --- | --------- | ----------- | ---------------------------- |
| "Meanwhile, in the TARDIS..." (Part 1) | 유로스 린 | 스티븐 모펏 | 2010년 11월 8일 (DVD 출시일) |
| 처음으로 타디스에 오른 에이미가 닥터에게 우주선에 관한 여러가지 질문을 한다. 닥터는 그것들이 우주에 있다고 답하고, "The Beast Below"에서의 사건으로 이어진다.                                          |           |             |                              |
| "Meanwhile, in the TARDIS..." (Part 2) | 유로스 린 | 스티븐 모펏 | 2010년 11월 8일 (DVD 출시일) |
| 에이미의 대시를 거부하는 닥터. 이전에 닥터와 함께 다녔던 동행자들의 기록을 살펴보는 에이미. 닥터는 아무래도 로리에게 데려다 주어야겠다고 결심하면서, "The Vampires of Venice"에서의 사건으로 이어진다. |           |             |                              |